# پلیموث (ایندیانا)
پلیموث، ایندیانا (به انگلیسی: Plymouth, Indiana) یک شهر در ایالات متحده آمریکا با جمعیت ۱۰٬۰۳۳ نفر است که در ایندیانا واقع شده‌است.

## موقعیت جغرافیایی
موقعیت جغرافیایی شهرها و مناطق اطراف به شرح زیر است: